# La Cheppe
La Cheppe is een gemeente in het Franse departement Marne (regio Grand Est) en telt 335 inwoners (2005). De plaats maakt deel uit van het arrondissement Châlons-en-Champagne.
In de gemeente zijn de resten van een Gallisch oppidum gevonden. Deze omwalde nederzetting was 30 ha groot en dateert uit de 1e eeuw v.Chr. De plaats wordt ook het Kamp van Attila genoemd, omdat sommige historici ervan uitgaan dat dit de plaats is waar Attila de Hun zich terugtrok tijdens de slag op de Catalaunische Velden.

## Geografie
De oppervlakte van La Cheppe bedraagt 23,6 km², de bevolkingsdichtheid is 14,2 inwoners per km².
De onderstaande kaart toont de ligging van La Cheppe met de belangrijkste infrastructuur en aangrenzende gemeenten.

## Demografie
Onderstaande figuur toont het verloop van het inwonertal (bron: INSEE-tellingen).